# نجيل كورسي
نجيل كورسي (الاسم العلمي:Cynodon coursii) هو نوع من النباتات يتبع جنس النجيل من الفصيلة النجيلية.